# Juan Calero
Juan Calero (Bollullos de la Mitación, 1500, Tequila, 5 de junio de 1541) fue un fraile franciscano fundador de la ciudad de Tequila, en Jalisco (México), y constructor de varios conventos en la zona. Es conocido por ser uno de los primeros mártires españoles en América. 

## Biografía
Nació en la localidad sevillana de Bollullos de la Mitación. Fue albañil de profesión hasta que decidió dedicar su vida a Dios en el año 1525, cuando se encontraba trabajando en las obras de construcción del convento de Loreto situado entre Bollullos de la Mitación, Espartinas y Umbrete.
Hacia el año 1527 decidió unirse a la expedición evangelizadora junto a conquistadores como Cristóbal de Oñate. La labor de Fray Juan Calero empezó a intensificarse a partir de 1530 en la comarca mexicana de Valles.
Una de las principales obras de Fray Juan Calero fue la fundación de la ciudad de Tequila y la construcción de los conventos de las localidades de Ahualulco de Mercado y Etzatlán, lugar en el que se instaló y donde está enterrado.
Los problemas para el franciscano llegaron con la guerra del Mixtón, una sublevación indígena encabezada por Coaxicar ante los abusos de algunos conquistadores españoles, quienes dieron al traste con el proceso de evangelización al tratar de eliminar toda la cultura prehispánica, a lo que los nativos se opusieron con violencia. 
En mayo de 1541, los indígenas de Tequila, Ahualulco y Ameca se unieron a la rebelión, remontándose al cerro de Tequila, guiados por Tenamaxtle. El 5 de junio, fray Juan Calero, en un intento por frenar el levantamiento, fue al cerro a pacificarlos, invitándolos a bajar, pero fue sacrificado a flechazos y pedradas. Los indígenas despojaron al franciscano de sus hábitos, le sacaron los dientes y le quemaron la cabeza. Tras ser martirizado, el religioso permaneció a la intemperie durante cinco días. Según cuenta la leyenda, su cuerpo, que exhalaba olor a flores, fue hallado incorrupto el 10 de junio y trasladado al convento de Etzatlán. 
A partir de ese momento, el lugar en el que se encontró su cadáver se convirtió, gracias al fervor de quienes le conocieron, en una especie de santuario alrededor del cual se formó, años después, una ciudad a la que bautizaron como San Juanito de Escobedo en su honor. Los cronistas locales aseguran que el fraile fue asesinado en el lugar que ahora ocupa el altar de la iglesia de dicha localidad.
Al martirio de Fray Juan Calero siguió el de otros tres franciscanos que, como él, cayeron a manos de los nobles indígenas insurgentes: fray Antonio de Cuéllar, fray Francisco Lorenzo y fray Juan Francisco.